# Feketéllő fűz
A feketéllő fűz vagy feketedő fűz (Salix myrsinifolia) a fűzfafélék családjába tartozó, Magyarországon korábban kipusztultnak vélt cserje.

## Megjelenése
A feketéllő fűz 3-4 magas sűrűn elágazó bokor, ritkán kis fa. Rügyei és fiatal hajtásai finoman molyhosak. Levelei 2–8 cm hosszúak, 1–5 cm szélesek; alakjuk változatos, de mindig ovális-tojásdad, a végén kihegyesedő. Az ágakon váltakozva elhelyezkedő levelek nyele rövid, 0,5–2 cm-es. Szélük szabálytalanul fűrészes, néha kissé hullámos. A levéllemez színén élénk- vagy sötétzöld, a középér kivételével kopasz. Fonáka viaszosan szürkészöld, de a csúcs felé a bevonat lekopik így ott élénkzöld színű. Az elszáradó levél gyakran sötétbarnára vagy feketére színeződik, bár ez néha hiányzik vagy csak kisebb fekete foltokban jelentkezik. Levelei és kérge a csersavak és a szalicin miatt keserűek.
Április-májusban virágzik (északon akár júniusban is). A többi fűzhöz hasonlóan a porzós és termős virágok különböző növényeken nőnek. A porzós barka 1,5-3,5 cm hosszú, kihegyesedő tojásdad alakú. A virágokban 2 porzószál található, amelyek 2-3-szor hosszabbak a murvaleveleknél. A termős virágok hosszabb, 2–6 cm-es füzérbe rendeződnek, bennük a bibeszál 1-1,5 mm hosszú. A beporzást rovarok végzik, mindkét nemű virágok termelnek nektárt.
Hosszú, kúp alakú toktermése van; kocsánya rövid, kb. a termés hosszának fele-harmada.
A hasonló hazai fűzfajoktól (kecskefűz, hamvas fűz, füles fűz) levélfonákjának szürkés színe, a száraz levelek feketés színe, a hajtások esetén a kéreg alatti hosszanti lécek hiánya, a termés kopaszsága különíti el, valamint az, hogy náluk mintegy egy hónappal később virágzik és érlel termést.
Alfajai:
- S. myrsinifolia ssp. myrsinifolia
- S. myrsinifolia ssp. borealis
- S. myrsinifolia ssp. kolaênsis

## Elterjedése
Közép- és Kelet-Európában és Nyugat-Szibériában honos. Az Alpokban és a környező hegységekben szigetszerűen fordul elő, főleg Skandináviában, a Baltikumban, Észak-Lengyelországban és Oroszországban az é. sz. 50°Fölött gyakori. Keleten egészen a Jenyiszejig hatol. Szórványosan előfordul a Brit-szigeteken, a Pireneusokban, Korzikán és a Balkánon. A Kárpátokban nem él, de Ausztriában nem ritka, bár Burgenlandból hiányzik.
Magyarországon 19. századi növénygyűjtemények alapján a ma Budapesthez tartozó Rákoson találták meg biztosan egy példányát, illetve néhány bizonytalan hitelességű észlelése is volt. Sokáig kipusztultnak tartották, de 1998-ban újra megtalálták Sopron mellett a Fertő-Hanság Nemzeti Parkban a Kistómalmi-lápréten.
Magyarországon védett, természetvédelmi értéke 10 000 Ft.

## Termőhelye
Jellemzően hegyvidéki patakok melletti bokorfüzesekben, égeresek peremén, lápréteken található meg. Az állandóan vagy időszakosan nedves, mészben szegény talajt kedveli, főleg a kavicsos vagy agyagos alapkőzeten kialakuló ásványtalajokat vagy láptalajokat.   

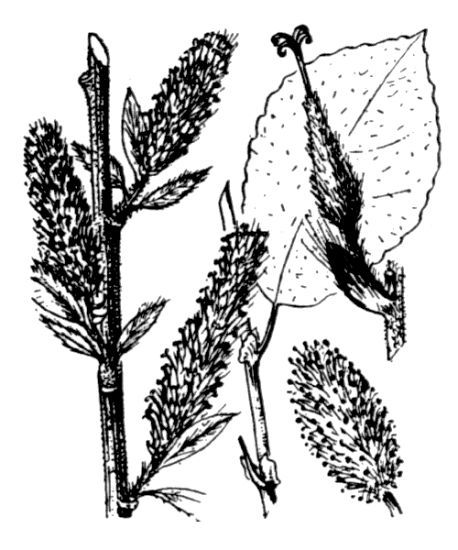
Feketéllő fűz az 1901-1906-ban kiadott Flore descriptive et illustrée de la France-ban
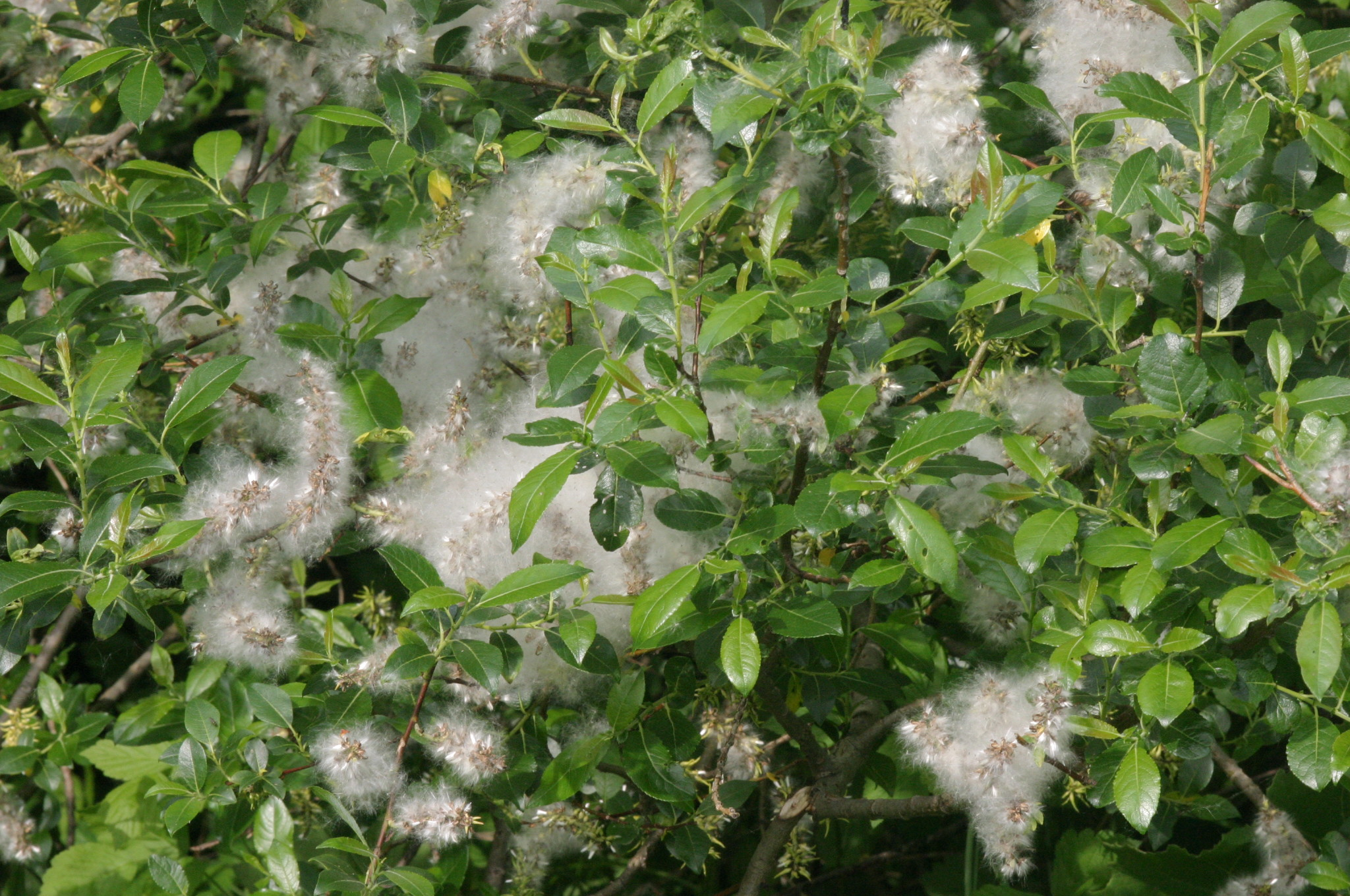
Érett termésű növény
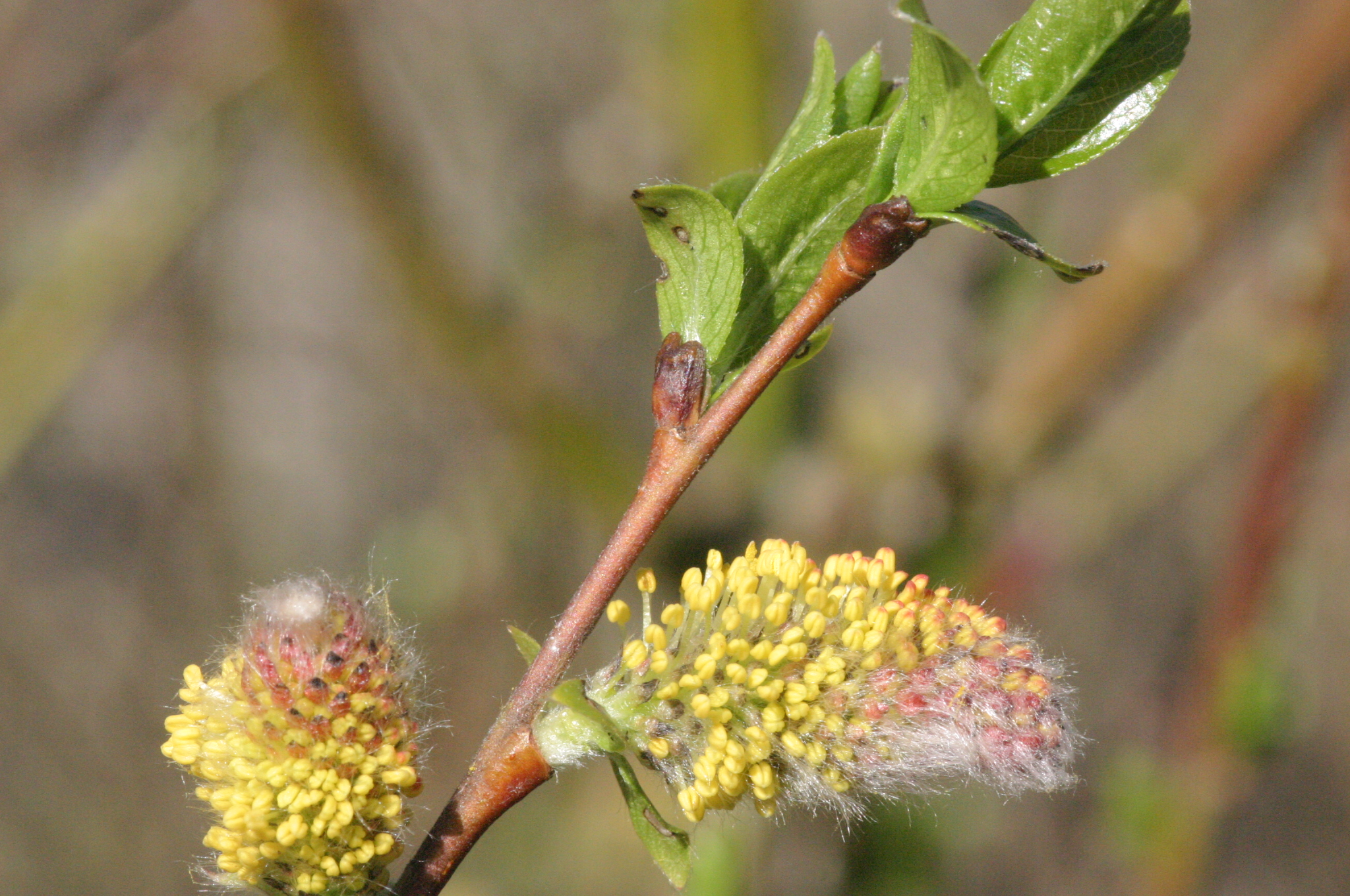
Porzós barka
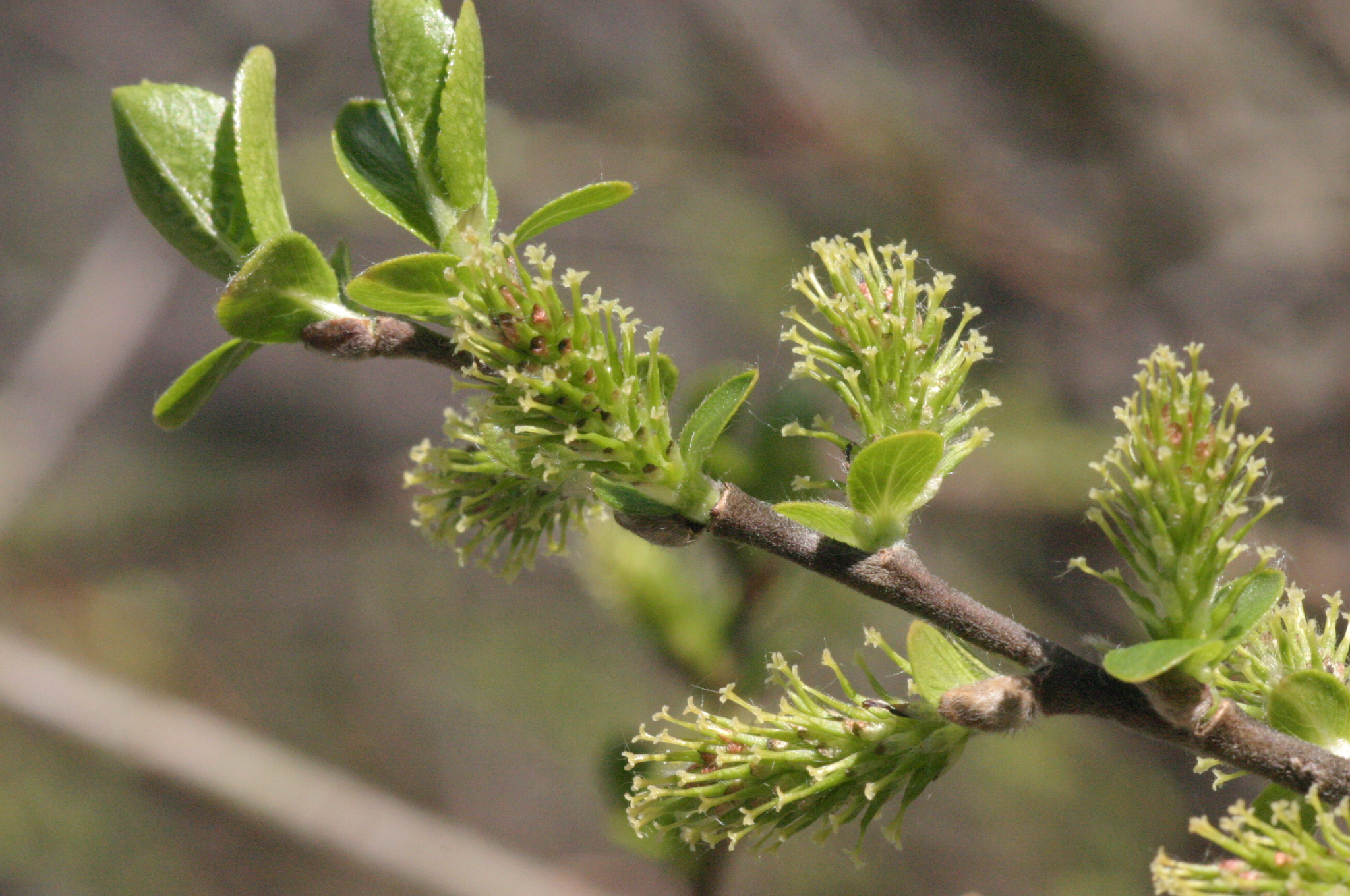
Termős barka